# Zhang Weiping
Zhang Weiping (张卫平S, Zhāng WèipíngP; 14 luglio 1949) è un ex cestista cinese.

## Carriera
Con la Cina ha disputato i Campionati mondiali del 1978.